# BBC Entertainment
BBC Entertainment, prima conosciuto come BBC Prime, è un canale BBC di intrattenimento generale che attualmente trasmette in Europa, Africa e nel Medio Oriente. È stato lanciato nel 26 gennaio 1995, e ha cominciato a trasmettere in Africa nel marzo del 1999. Una versione del canale è stata lanciata anche in Asia dal 1º dicembre 2004.
BBC Entertainment trasmette film drammatici, comici, programmi lifestyle ed eventi (es. Eurovision Song Contest) via satellite e via cavo. Nel passato, trasmetteva sei ore al giorno programmi educativi da BBC Learning, pratica abbandonata da agosto 2006.
In Italia BBC Entertainment è stato visibile su Sky (in lingua originale, e fino ai primi mesi del 2009 con alcuni programmi sottotitolati in italiano) sul canale 138 fino al 28 febbraio 2010. Dal 1º marzo 2010 il canale non è più visibile in Italia.

## Programmi in onda
- Absolute Power